# Comentarios condicionales
Los comentarios condicionales (del inglés técnico: Conditional Comments) consisten en una sintaxis específica aplicable al lenguaje informático HTML que permite especificar que partes se seleccionan y que partes se obvian en un contexto referido a fragmentos de markup HTML, siendo posible de este modo diferenciar entre diferentes versiones de navegadores que markup es filtrado y representado por cada versión específica de un determinado navegador.
Su sintaxis, que podemos considerar como un substitutivo de la generación dinámica de markup HTML mediante alternativas como el javascript document.write, es directa y fácilmente implementable.

## Sintaxis
| Versión | Funcionalidad                 | Sintaxis         |
| ------- | ----------------------------- | ---------------- |
| IE      | Internet Explorer             | <!--[if IE]>     |
| IE 5    | Internet Explorer Version 5.x | <!--[if IE 5]>   |
| IE 5.0  | Internet Explorer Version 5.0 | <!--[if IE 5.0]> |
| IE 5.5  | Internet Explorer Version 5.5 | <!--[if IE 5.5]> |
| IE 6    | Internet Explorer Version 6   | <!--[if IE 6]>   |
| IE 7    | Internet Explorer Version 7   | <!--[if IE 7]>   |

## Operadores
| Operador | Funcionalidad     | Sintaxis de ejemplo y significado                   |
| -------- | ----------------- | --------------------------------------------------- |
| !        | Negación          | <!--[if !IE 7]> (no IE 7)                           |
| lt       | Menor que         | <!--[if lt IE 7]> (menor que IE 7)                  |
| lte      | Menor o igual que | <!--[if lte IE 7]> (menor o igual que IE 7)         |
| gt       | Mayor que         | <!--[if gt IE 7]> (mayor que IE 7)                  |
| gte      | Mayor o igual que | <!--[if gte IE 7]> (mayor o igual versión que IE 7) |

Actualmente sólo se conoce su implementación en los navegadores de la serie Microsoft Internet Explorer (MSHTML), y se desconoce la existencia de una especificación formal.

## Proceso
El proceso de filtrado que sigue el navegador Internet Explorer consiste en leer el contenido si se cumple la condición, cualquier otro navegador obviará el contenido al considerarlo un comentario de SGML.

## Tipos downlevel-hidden y downlevel-revealed
La sintaxis mostrada anteriormente se corresponde con el tipo de comentario condicional denominado downlevel-hidden. Existe otro tipo que es el downlevel-revealed, que realiza justamente el proceso inverso o complementario, revelar el contenido a cualquier navegador excepto Internet Explorer, aplicándose la condición y el subsiguiente efecto sólo en este último.